# Adolf Wahlmann

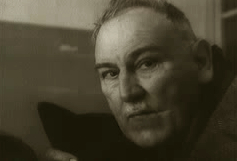
Adolf Wahlmann 1945 beim Verhör in Hadamar durch amerikanische Soldaten

Adolf Wahlmann (* 10. Dezember 1876 in Koblenz-Ehrenbreitstein; † 1. November 1956 in Michelfeld) war ein deutscher Arzt. Er war von 1942 bis 1945 Chefarzt in der NS-Tötungsanstalt Hadamar. Er wurde wegen Kriegsverbrechen und Anstiftung zum vielfachen Mord („Euthanasie“-Programms) verurteilt.

## Herkunft und Studium
Nach dem Abitur 1897 in Laubach studierte Adolf Wahlmann Medizin in Gießen, Marburg, Erlangen und Kiel. Seit 1897 gehörte er der Gießener Burschenschaft Germania an. Das Studium beendete er mit seiner Dissertation 1903.

## In den Landesheilanstalten des Bezirksverbandes Hessen-Nassau
Als junger Assistenzarzt war Wahlmann in der Landesheilanstalt Merxhausen des Bezirksverbandes Hessen bis 1905 beschäftigt. In diesem Jahr erhielt er auch seine Facharztanerkennung als Psychiater.
Ab dem 5. Mai 1905 war er beim Bezirksverband Nassau tätig und wurde bis 1906 in der Landesheilanstalt Weilmünster und dann bis 1908 in der Landesheilanstalt Eichberg eingesetzt. Dort erfolgte am 1. Oktober 1906 seine Ernennung zum Oberarzt.
Seine Tätigkeit in der Landesheilanstalt Eichberg unterbrach Wahlmann durch einen Dienst als leitender Arzt in der Landesheilanstalt Hadamar von 1908 bis 1911. Danach kehrte er wieder zum Eichberg zurück, wo er bis 1933 – nochmals unterbrochen durch seine Teilnahme am Ersten Weltkrieg von 1914 bis 1918 – verblieb.
Politisch orientierte sich Wahlmann im deutsch-konservativen Umfeld. 1925 trat er der Deutschen Volkspartei (DVP) bei. Nach der nationalsozialistischen Machtübernahme trat Wahlmann am 1. April 1933 der NSDAP bei (Mitgliedsnummer 1.795.834). Eineinhalb Jahre später trat er am 9. November 1934 auch der Allgemeinen SS bei.
Parteipolitisches Engagement zeigte Wahlmann allerdings nicht. Er weigerte sich auch, aus der Kirche auszutreten. In seinem ersten Prozess heißt es über ihn:
„Er war ein gläubiger Christ und Leiter eines Kirchenchores, da er ebenso sehr Musiker als Arzt war. 1933 trat er in die NSDAP ein, weil alle Anderen eintraten, ohne innere Bindung. Er nahm keine Parteiämter an, weil ihn das zu sehr irritiert hätte und ihn verhindert hätte, seine Freizeit der Musik zu widmen […] Er hatte auch verschiedentliche Schwierigkeiten mit der Partei, besonders weil er Versammlungen fernblieb um seinen Kirchenchor nicht zu versäumen.“
Im September 1933 wurde Wahlmann nunmehr wieder in die Landesheilanstalt Hadamar versetzt, wo er bis zu Beginn seines vorzeitigen Ruhestandes am 1. Januar 1937 beschäftigt blieb.
Da er schon ab dem 1. Oktober 1936 beurlaubt wurde, zog er am 3. Oktober 1936 nach Heidelberg um und war von dort aus für die pharmazeutische Industrie (Firma Knoll) tätig, indem er bei seinen Arztkollegen für das neu entdeckte Cardiazolschockverfahren in der psychiatrischen Anwendung warb. (In Hadamar war Wahlmann der erste Arzt, der Cardiazolschocks in Deutschland anwendete.)
Am 28. Juni 1940 wurde Wahlmann wegen Personalmangels als Oberarzt für die Landesheilanstalt Weilmünster vom Bezirksverband Hessen-Nassau wieder reaktiviert und zum Provinzialmedizinalrat ernannt.

## In der NS-Tötungsanstalt Hadamar
Siehe auch Tötungsanstalt Hadamar.
Anlässlich eines Besuchs des Dezernenten für Anstaltswesen in Hessen-Nassau, SS-Standartenführer und Landesrat Fritz Bernotat, in der Anstalt Weilmünster kündigte dieser Wahlmann seine Versetzung nach Hadamar an. Dieser hatte hiergegen keine Einwände vorzubringen, obwohl ihm sicherlich der Zweck seiner dortigen Verwendung nicht vorenthalten wurde. Die ersehnte Möglichkeit, noch eine Direktorenstelle zu erhalten, wurde ihm jedoch von vornherein nicht in Aussicht gestellt, da Masorsky als Direktor der Hadamarer Anstalt zwar zur Marine eingezogen worden war, seine Direktorenstelle aber weiterhin behielt. Lediglich eine Beförderung konnte Wahlmann erhoffen.
Zum 5. August 1942 wurde er als Chefarzt nach Hadamar versetzt und hier im Rahmen der zweiten Phase des nationalsozialistischen „Euthanasie“-Programms als Tötungsarzt eingesetzt. Als Chefarzt und ärztlicher Leiter oblag ihm zwar formal die Führung der Anstalt, diese war jedoch weitgehend in den Händen des ehrgeizigen und langjährigen Verwaltungsleiters der Anstalt, Inspektor Alfons Klein. Wahlmann legte viel Wert auf Titel und fühlte sich nach seiner Aussage gegenüber dem vom Anstaltsdezernenten bevorzugten Verwaltungsleiter Klein zurückgesetzt, so dass er sich „in einer vollkommen entwürdigenden Stellung“ sah.
Obwohl Wahlmann in Hadamar mehr als Werkzeug als aus eigener Initiative wirkte, stand er aus Überzeugung dem nationalsozialistischen „Euthanasie“-Programm grundsätzlich positiv gegenüber. Er hielt die neuen, kostenintensiven Heilmethoden in der Psychiatrie nur dann für realistisch, wenn durch Einsparungen an anderer Stelle ein finanzieller Ausgleich vorgenommen werde. Hierzu teilte er die Auffassung der T4-Verantwortlichen, dass die Einsparungen zu Lasten der unheilbar Kranken erfolgen müssten. Grundsatz müsse sein, sich verstärkt um die Heilbaren zu kümmern und die Unheilbaren zu eliminieren, oder prägnant formuliert: „Heilen und Vernichten“. Wahlmann äußerte sich hierzu unmissverständlich:
„Ich kann es […] mit meiner nationalsozialistischen Einstellung nicht vereinbaren, irgendwelche medizinische Maßnahmen anzuwenden, seien sie medikamentöser oder sonstiger Art, damit das Leben dieser für die menschliche Gesellschaft vollkommen ausfallenden Individuen verlängert wird, ganz besonders in der jetzigen Zeit unseres Existenzkampfes, bei dem jedes Bett für die Wertvollsten unseres Volkes benötigt wird.“
Im Rahmen der „Aktion Brandt“ ab dem 13. August 1942 kamen wieder selektierte Kranke nach Hadamar. Bis zum 24. März 1945 verstarben hier 4.422 Menschen, zum überwiegenden Teil veranlasst durch die gezielte Mangelernährung oder die Tötung durch Medikamentenüberdosen. Wahlmann bekundete hierzu später:
„Die Ernährung genügte nicht, um die Kranken bei Kräften zu halten, so daß zahlreiche Patienten an Unterernährung und Entkräftung verstarben […]. Wenn ich gefragt werde, ob die Verpflegungsverhältnisse auf eine bewußte Politik des Bezirksverbandes bezw. des LR. Bernotat zurückzuführen sind, so glaube ich diese Frage mit gutem Gewissen bejahen zu können. Ich bin jedenfalls der festen Ansicht, daß Bernotat den von ihm zu eigentlichen Anstaltsleitern gemachten Anstaltsbeamten, die ihm zum Teil persönlich oder parteipolitisch nahe standen, Vollmacht gegeben hat, die Zahl der Kranken auf diese Weise herabzumindern, und daß er seine Ansichten insoweit ihnen gegenüber auch offen ausgesprochen hat.“
Das neue, unauffälligere Tötungsverfahren kam schnell in Gang. Wahlmann benannte der Oberschwester und dem Oberpfleger täglich die Opfer. Diese gaben die Namen in der Regel schriftlich in Form von Zetteln an die Leitungen der Stationen weiter, wo das Pflegepersonal den Opfern die bezeichneten Mittel verabreichte, die in absehbarer Zeit zum Tode führten. Ein Teil der Tötungen wurde auch in abgesonderten „Sterbezimmern“ vorgenommen. Hierzu wurden Schlaf- und Beruhigungsmittel in Tablettenform (Veronal, Luminal oder Trional) sowie Morphium- oder Scopolaminspritzen und in Flüssigkeit gelöstes Chloral verwendet. Die erforderlichen Medikamente wurden teilweise von Bernotat mit nach Hadamar gebracht oder direkt durch die T4-Zentrale übersandt. Nach Kriegsende wurde in der Anstalt ein Vorrat von fünf Kilogramm Veronal und Luminal in Pulverform sowie weitere 10.000 Veronaltabletten vorgefunden, den Wahlmann noch im Januar 1945 bestellt hatte. Die Wirkungen dieser Mittel wurden 1947 in Hadamar-Prozess gutachterlich mit „Vergiftungserscheinungen“, „Lähmung des Atemzentrums“, „krampfartige […], tetanusartige […] Zustände“, „[s]ekundäre Pneumonie“ beschrieben.
Der Kreis der Opfer in der zweiten Phase des „Euthanasie“-Programms war wesentlich größer als bisher. So wurden psychisch und physisch kranke Zwangsarbeiter ebenso umgebracht wie psychisch kranke Soldaten der Wehrmacht, wenn feststand, dass sie nicht mehr einsatzfähig waren. Schließlich kamen sogar psychisch kranke ausländische Angehörige der Waffen-SS aus der in der Landesheil- und Pflegeanstalt Gießen eingerichteten „Neurologisch-psychiatrischen Beobachtungsstation für nervenkranke Angehörige der Waffen-SS“ ab 1944 nach Hadamar. Mit der Verlegung nach Hadamar galten sie als aus der SS entlassen und damit den anderen „Euthanasie“-Opfern gleichgestellt.
Am 24. August 1943 erhielt Wahlmann die lang ersehnte und ehrgeizig nachgesuchte Ernennung zum Provinzialobermedizinalrat, die ohne Bezügeerhöhung eine reine Prestigesache darstellte, mit folgender Begründung durch den Personaldezernenten des Bezirksverbandes:
„[i]n Anbetracht Ihres vorgeschrittenen Alters, Ihrer eifrigen Mitarbeit als wieder in Dienst gestellter ehemaliger Ruhestandsbeamter im Dienste der Verwaltung des Bezirksverbandes Nassau und im Hinblick darauf, daß Sie in Vertretung des einberufenen Anstaltsdirektors seit nunmehr einem Jahr die Direktorentätigkeit in Hadamar selbständig wahrnehmen.“
Von seiner ausgeprägten Geltungssucht zeugte die Anbringung eines geänderten Namensschildes mit seinem neuen Titel an der Tür seines Dienstzimmers, noch bevor ihm die Ernennungsurkunde überreicht worden war.

## Prozesse

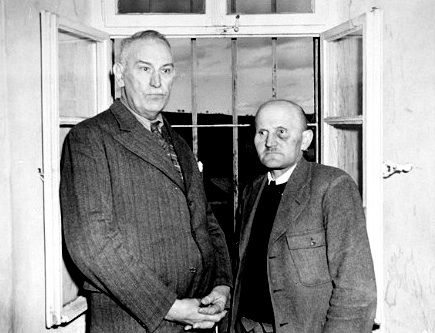
Wahlmann mit Hilfspfleger Karl Willig (rechts), April 1945

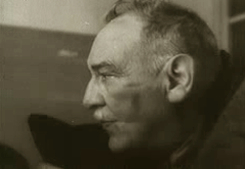
Wahlmann beim Verhör in Hadamar

Kurz nach der Befreiung der Tötungsanstalt Hadamar wurde Wahlmann zusammen mit dem Personal der NS-Tötungsanstalt Hadamar am 28. März 1945 von der amerikanischen Armee festgenommen. Die offizielle Dienstentlassung fand erst auf Veranlassung der Militärregierung im Juni 1945 statt.
Im amerikanischen Hadamar-Prozess in Wiesbaden wurde Wahlmann am 15. Oktober 1945 wegen Mordes an polnischen und russischen tuberkulosekranken Zwangsarbeitern in der NS-Tötungsanstalt Hadamar wegen Kriegsverbrechen von einem US-Militärgericht zu einer lebenslangen Zuchthausstrafe verurteilt. Neben Wahlmann waren sechs weitere Personen angeklagt: der 31-jährige Alfons Klein (Leiter der Anstaltsverwaltung), der 55-jährige Heinrich Ruoff und der 50-jährige Karl Willig (beide Krankenpfleger, denen die eigentlichen Einspritzungen zur Last gelegt wurden), der 35-jährige Adolf Merkle (Mitarbeiter der Anstaltsverwaltung, dem Aktenfälschung vorgeworfen wurde), Irmgard Huber (Oberkrankenpflegerin) sowie Philipp Blum (Friedhofsverwalter). Adolf Wahlmann wurde in die Haftanstalt Bruchsal eingewiesen. Von dort kam er am 2. Februar 1946 nach Schwäbisch Hall und schließlich in das Kriegsverbrechergefängnis Landsberg.
Am 2. April 1946 erhob die deutsche Staatsanwaltschaft Frankfurt am Main Mordanklage im Frankfurter Hadamar-Prozess. Mit Urteil vom 26. März 1947 erkannte das Landgericht Frankfurt am Main wegen Mordes in mindestens 900 Fällen auf die Todesstrafe. Im Revisionsverfahren vor dem Oberlandesgericht Frankfurt am Main wurde das Urteil bestätigt, jedoch nunmehr Anstiftung zum Mord statt wie bisher Mittäterschaft festgestellt. Nach Inkrafttreten des Grundgesetzes am 23. Mai 1949 und der damit abgeschafften Todesstrafe wurde das Urteil in eine lebenslange Freiheitsstrafe umgewandelt.
Am 20. Oktober 1953 wurde Wahlmann vorzeitig aus der Haftanstalt Landsberg entlassen. 1955 zog er nach Michelfeld in Baden-Württemberg, wo er am 1. November 1956 verstarb.
Der Direktor der Landesheilanstalt Eichberg und kurzzeitige Vorgesetzte Wahlmanns, Wilhelm Hinsen, charakterisierte ihn zusammenfassend so:
„Er war von Haus aus ein durchaus reichbegabter Mann […]. Aber es zerrann ihm so das Leben unter den Fingern, weil er nicht fleißig war, nicht konzentriert.“
Er sei „bei seinen Kranken beliebt“ gewesen, eine „gewisse Gutmütigkeit“ habe „immer wieder […] bestechend auf die Patienten“ gewirkt. Allerdings sei Wahlmann „zu seinen Patienten […] besser als zu dem Personal“ gewesen, was ihm im Kollegium der Anstalt Weilmünster den Spitznamen „Jesus Christus“ einbrachte.

## Schriften
- Adolf Wahlmann: Zur Kasuistik der Diabetischen Gangrän nach den Erfahrungen in der chirurgischen Klinik zu Kiel. Hirt, Plön 1903 (zugleich Dissertation Universität Kiel 1903)
- [Adolf] Wahlmann: Die Familienpflege der Landes-Heilanstalt Eichberg (Rheingau). In: Die Irrenpflege, 33. Jg. (1929), S. 11–15.